# Les Olivensteins
Les Olivensteins sono stati un gruppo musicale francese di genere punk rock, formatosi a Rouen nell'aprile del 1978.
Nonostante abbiano avuto una carriera effimera, sono celebri grazie a un singolo eponimo dai testi nichilisti, tutt'oggi altamente ricercato dai collezionisti. Il loro brano pià noto è Je suis fier de ne rien faire, contenuto nel loro singolo.

## Storia
Il gruppo viene formato dal cantante Gilles Tandy a Rouen, nell'aprile del 1978. Il nome deriva da quello dello psicanalista Claude Olievenstein. Nel mese di giugno il gruppo tiene il suo primo concerto, mostrando già uno stile molto provocante (soprattutto con canzoni quali  Patrick Henry est innocent e Pétain, Darlan, c'était le bon temps). A partire dall'autunno dello stesso anno, il gruppo tiene diversi concerti in Normandia e a Parigi, fra i quali assieme ai Dogs.
Il loro unico singolo viene pubblicato a marzo del 1979, prodotto da Lionel Herrmani di Mélodies Massacre, produttore anche dei Dogs. Non avendo trovato un'etichetta discografica (le negoziazioni con la Barclay non diedero frutti), subendo le pressioni dello stesso dottor Olievenstein,, che fece annullare uno dei loro concerti a Parigi come gruppo spalla degli Stiff Little Fingers, e poco disposti verso il nuovo pubblico keupon, il gruppo decise di separarsi dopo un ultimo concerto a gennaio del 1980.

## Formazioni

### Formazione iniziale
- Gilles Tandy - voce
- Vincent Denis - chitarra
- Alain Royer - chitarra
- Bitos - basso
- Philippe Bailly - batteria
- Eric Tandy - testi

### Seconda formazione
- Gilles Tandy - voce
- Vincent Denis - chitarra
- Ludovic - basso
- Romain Denis - batteria
- Eric Tandy - testi

## Discografia

### Album in studio
- 2017 - Inavalable

### Raccolte
- 2011 - Les Olivensteins
- Rouen brûle-t-il Volume 2 (split album con Nouveaux Riches, Eric Tandy e Oenix)

### Singoli
- 1979 - Les Olivensteins